# Chalgrave
Chalgrave är en civil parish i Storbritannien.   Den ligger i kommunen Central Bedfordshire i riksdelen England, i den södra delen av landet, 60 km nordväst om huvudstaden London. Chalgrave ligger 141 meter över havet och antalet invånare är 730.
Terrängen runt Chalgrave är platt.Runt Chalgrave är det mycket tätbefolkat, med 1 361 invånare per kvadratkilometer. Närmaste större samhälle är Luton, 10,2 km sydost om Chalgrave. Trakten runt Chalgrave består till största delen av jordbruksmark.